# Großer Preis der Niederlande 1968
Der Große Preis der Niederlande 1968 (offiziell XVI Grote Prijs van Nederland) fand am 23. Juni auf dem Circuit Park Zandvoort in Zandvoort statt und war das fünfte Rennen der Automobil-Weltmeisterschaft 1968.

## Berichte

### Hintergrund

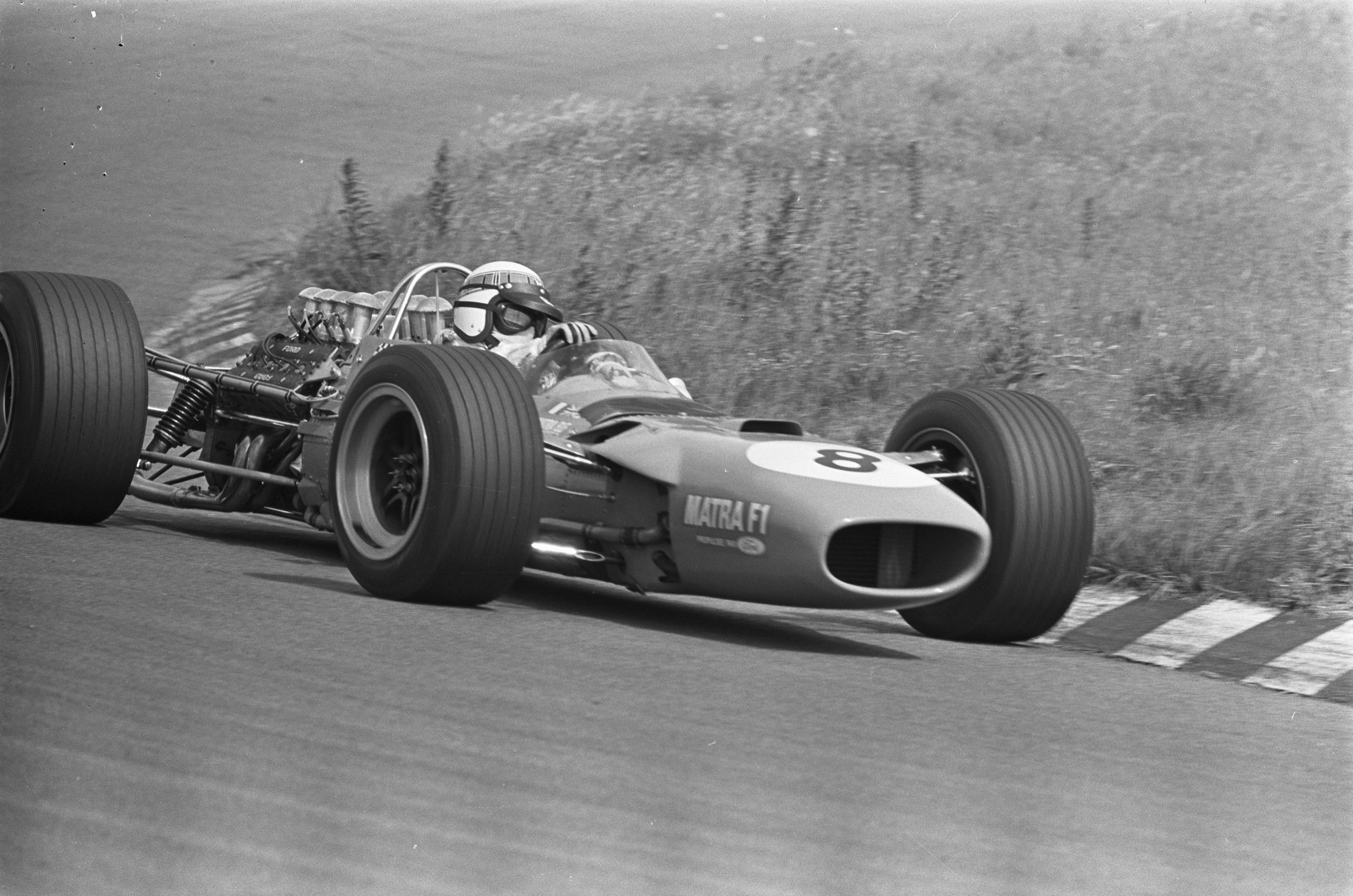
Jackie Stewart bei seiner Siegesfahrt

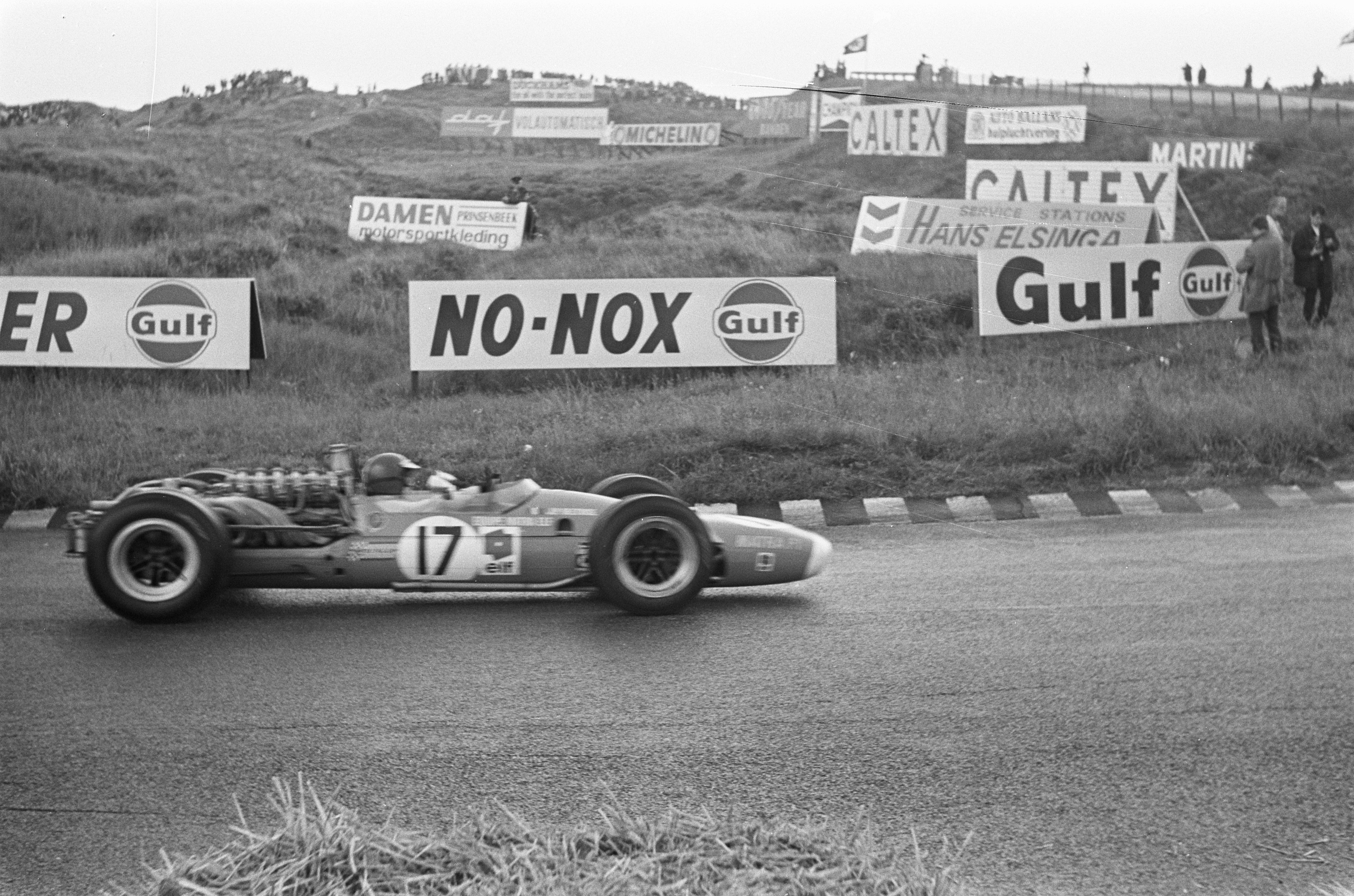
Der Zweitplatzierte Jean-Pierre Beltoise

19 Fahrer wurden für den fünften WM-Lauf der Saison gemeldet.
Da Dan Gurney keine aktuellen Weslake-Motoren für sein Eagle-Team zur Verfügung hatte, meldete Brabham einen dritten Werkswagen, mit dem der US-Amerikaner am Großen Preis der Niederlande teilnehmen konnte.
Weil Ludovico Scarfiotti verstorben und Brian Redman zwei Wochen nach seinem Unfall beim Großen Preis von Belgien noch nicht von seinen Verletzungen genesen war, trat Cooper mit nur einem Werkswagen an, der von Lucien Bianchi pilotiert wurde.

### Training
Zum zweiten Mal in Folge erzielte Chris Amon im Ferrari 312 die schnellste Trainingszeit und somit die Pole-Position. Jochen Rindt und Graham Hill konnten sich ebenfalls für die erste Startreihe qualifizieren. Jack Brabham und Jackie Stewart teilten sich die zweite Reihe vor Jacky Ickx im zweiten Ferrari und den beiden McLaren von Denis Hulme und Bruce McLaren.

### Rennen
Das gesamte Wochenende war von widrigen Wetterbedingungen geprägt. Beim Start des Rennens regnete es bereits leicht. Rindt übernahm zunächst die Führung, befand sich allerdings schon am Ende der ersten Runde auf dem dritten Platz hinter Hill und Stewart.
Während der Regen stärker wurde, eroberte Stewart im Laufe der vierten Runde die Führung und konnte sich rasch von Hill absetzen, der seinerseits von Jean-Pierre Beltoise bedrängt wurde, der sich innerhalb der ersten Runden aus der Mitte des Starterfeldes nach vorn gearbeitet hatte. In der 23. Runde geriet der Franzose allerdings kurz neben die Strecke und musste danach einen Boxenstopp einlegen, der ihn auf den siebten Rang zurückwarf. Er überholte jedoch daraufhin innerhalb kurzer Zeit Gurney, Ickx sowie Amon und lag somit wieder auf dem dritten Platz. In Runde 50 überholte er schließlich Hill und nahm den zweiten Rang ein.
Hill drehte sich in Runde 61, konnte das Rennen aber zunächst auf dem vierten Rang liegend fortsetzen. Nach einem weiteren Dreher in Runde 81 musste er jedoch aufgeben.

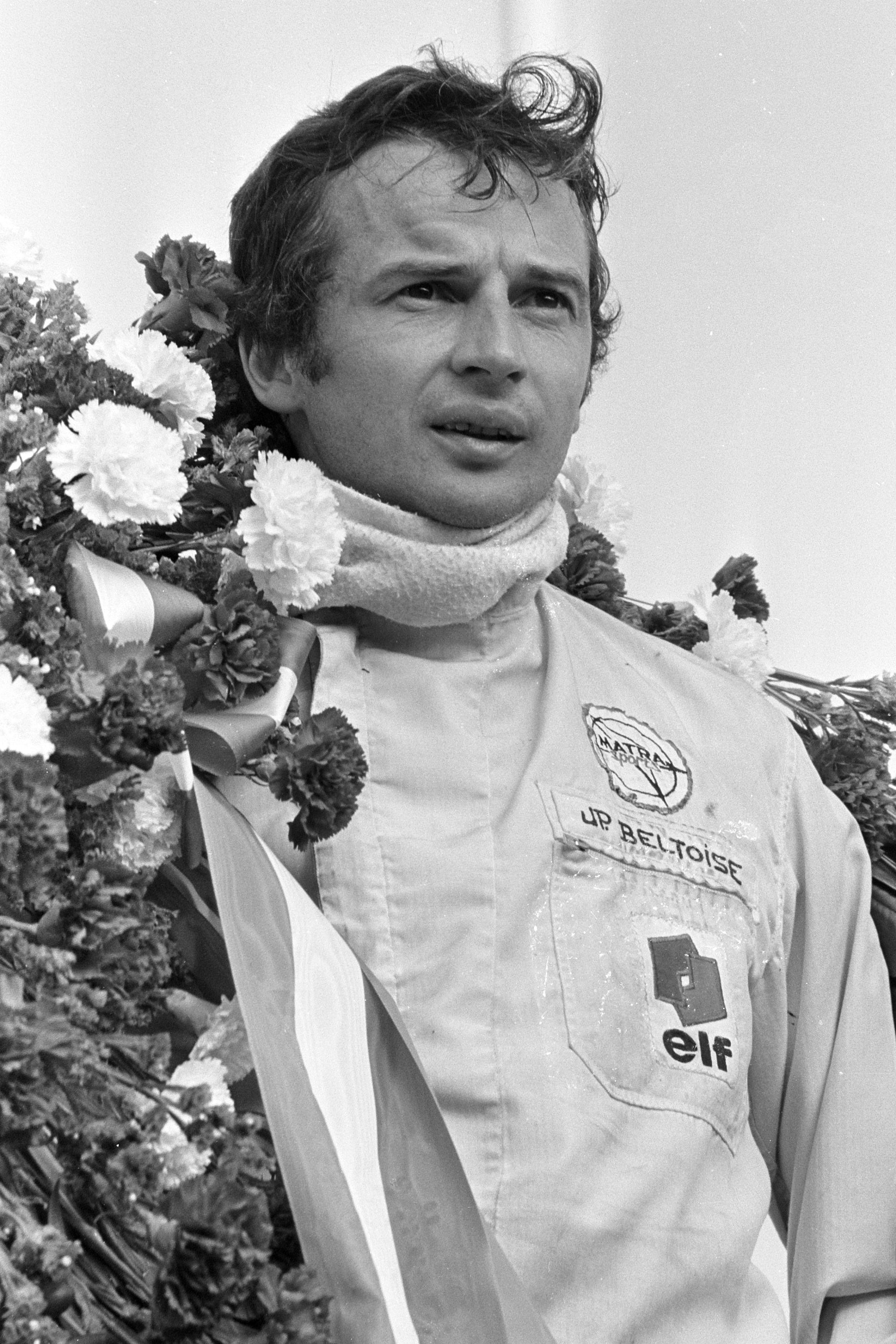
Der Zweitplatzierte Jean-Pierre Beltoise bei der Siegerehrung.

Stewart gewann vor Beltoise und stellte somit einen Matra-Doppelsieg sicher, wobei das Kundenfahrzeug vor dem Werkswagen lag. Pedro Rodríguez kam im B.R.M. auf den dritten Rang und Silvio Moser sicherte sich als Fünfter in seinem privat eingesetzten Brabham die ersten WM-Punkte seiner Formel-1-Karriere. Den letzten Punkt sicherte sich mit dem sechsten Platz und mit fünf Runden Rückstand Chris Amon im Ferrari.
In der Fahrerwertung blieb Hill vorne, dahinter war Stewart nun Zweiter vor Rodríguez. In der Konstrukteurswertung blieben die ersten drei Positionen unverändert.

## Meldeliste
| Team                          | Nr. | Fahrer               | Chassis            | Motor                    | Reifen |
| ----------------------------- | --- | -------------------- | ------------------ | ------------------------ | ------ |
| Bruce McLaren Motor Racing    | 01  | Denis Hulme          | McLaren M7A        | Ford Cosworth DFV 3.0 V8 | G      |
| Bruce McLaren Motor Racing    | 02  | Bruce McLaren        | McLaren M7A        | Ford Cosworth DFV 3.0 V8 | G      |
| Gold Leaf Team Lotus          | 03  | Graham Hill          | Lotus 49B          | Ford Cosworth DFV 3.0 V8 | F      |
| Gold Leaf Team Lotus          | 04  | Jackie Oliver        | Lotus 49B          | Ford Cosworth DFV 3.0 V8 | F      |
| Brabham Racing Organisation   | 05  | Jack Brabham         | Brabham BT26       | Repco 860 3.0 V8         | G      |
| Brabham Racing Organisation   | 06  | Jochen Rindt         | Brabham BT26       | Repco 860 3.0 V8         | G      |
| Brabham Racing Organisation   | 18  | Dan Gurney           | Brabham BT24       | Repco 740 V8 3.0         | G      |
| Honda Racing                  | 07  | John Surtees         | Honda RA301        | Honda RA301E 3.0 V12     | F      |
| Matra International (Tyrrell) | 08  | Jackie Stewart       | Matra MS10         | Ford Cosworth DFV 3.0 V8 | D      |
| Scuderia Ferrari SpA SEFAC    | 09  | Chris Amon           | Ferrari 312 (1968) | Ferrari 242 3.0 V12      | F      |
| Scuderia Ferrari SpA SEFAC    | 10  | Jacky Ickx           | Ferrari 312 (1968) | Ferrari 242C 3.0 V12     | F      |
| Cooper Car Company            | 14  | Lucien Bianchi       | Cooper T86B        | BRM P142 3.0 V12         | G      |
| Owen Racing Organisation      | 15  | Pedro Rodríguez      | BRM P133           | BRM P142 3.0 V12         | G      |
| Owen Racing Organisation      | 16  | Richard Attwood      | BRM P126           | BRM P142 3.0 V12         | G      |
| Matra Sports                  | 17  | Jean-Pierre Beltoise | Matra MS11         | Matra MS9 3.0 V12        | D      |
| Joakim Bonnier Racing Team    | 19  | Joakim Bonnier       | McLaren M5A        | BRM P142 3.0 V12         | G      |
| Reg Parnell Racing            | 20  | Piers Courage        | BRM P126           | BRM P142 3.0 V12         | G      |
| Rob Walker Racing             | 21  | Joseph Siffert       | Lotus 49           | Ford Cosworth DFV 3.0 V8 | F      |
| Charles Vögele Racing         | 22  | Silvio Moser         | Brabham BT20       | Repco 620 3.0 V8         | G      |

## Klassifikationen

### Startaufstellung
| Pos. | Fahrer               | Konstrukteur   | Zeit    | Ø-Geschwindigkeit | Start |
| ---- | -------------------- | -------------- | ------- | ----------------- | ----- |
| 01   | Chris Amon           | Ferrari        | 1:23,54 | 180,689 km/h      | 01    |
| 02   | Jochen Rindt         | Brabham-Repco  | 1:23,70 | 180,344 km/h      | 02    |
| 03   | Graham Hill          | Lotus-Ford     | 1:23,84 | 180,043 km/h      | 03    |
| 04   | Jack Brabham         | Brabham-Repco  | 1:23,90 | 179,914 km/h      | 04    |
| 05   | Jackie Stewart       | Matra-Ford     | 1:24,41 | 178,827 km/h      | 05    |
| 06   | Jacky Ickx           | Ferrari        | 1:24,42 | 178,806 km/h      | 06    |
| 07   | Denis Hulme          | McLaren-Ford   | 1:24,45 | 178,742 km/h      | 07    |
| 08   | Bruce McLaren        | McLaren-Ford   | 1:24,58 | 178,468 km/h      | 08    |
| 09   | John Surtees         | Honda          | 1:25,22 | 177,127 km/h      | 09    |
| 10   | Jackie Oliver        | Lotus-Ford     | 1:25,48 | 176,589 km/h      | 10    |
| 11   | Pedro Rodríguez      | B.R.M.         | 1:25,51 | 176,527 km/h      | 11    |
| 12   | Dan Gurney           | Brabham-Repco  | 1:25,79 | 175,951 km/h      | 12    |
| 13   | Joseph Siffert       | Lotus-Ford     | 1:25,86 | 175,807 km/h      | 13    |
| 14   | Piers Courage        | B.R.M.         | 1:26,07 | 175,378 km/h      | 14    |
| 15   | Richard Attwood      | B.R.M.         | 1:26,72 | 174,064 km/h      | 15    |
| 16   | Jean-Pierre Beltoise | Matra          | 1:26,76 | 173,983 km/h      | 16    |
| 17   | Silvio Moser         | Brabham-Repco  | 1:28,29 | 170,968 km/h      | 17    |
| 18   | Lucien Bianchi       | Cooper-B.R.M.  | 1:28,31 | 170,930 km/h      | 18    |
| 19   | Joakim Bonnier       | McLaren-B.R.M. | 1:28,43 | 170,698 km/h      | 19    |

### Rennen
| Pos. | Fahrer               | Konstrukteur   | Runden | Stopps | Zeit       | Start | Schnellste Runde |
| ---- | -------------------- | -------------- | ------ | ------ | ---------- | ----- | ---------------- |
| 01   | Jackie Stewart       | Matra-Ford     | 90     | 0      | 2:46:11,26 | 05    |                  |
| 02   | Jean-Pierre Beltoise | Matra          | 90     | 1      | + 1:33,93  | 16    | 1:45,91 (06.)    |
| 03   | Pedro Rodríguez      | B.R.M.         | 89     | 0      | + 1 Runde  | 11    |                  |
| 04   | Jacky Ickx           | Ferrari        | 88     | 0      | + 2 Runden | 06    |                  |
| 05   | Silvio Moser         | Brabham-Repco  | 87     | 0      | + 3 Runden | 17    |                  |
| 06   | Chris Amon           | Ferrari        | 85     | 1      | + 5 Runden | 01    |                  |
| 07   | Richard Attwood      | B.R.M.         | 85     | 0      | + 5 Runden | 15    |                  |
| 08   | Joakim Bonnier       | McLaren-B.R.M. | 82     | 0      | + 8 Runden | 19    |                  |
| 09   | Graham Hill          | Lotus-Ford     | 81     | 0      | DNF        | 03    |                  |
| –    | Jackie Oliver        | Lotus-Ford     | 80     | 0      | NC         | 10    |                  |
| –    | Dan Gurney           | Brabham-Repco  | 63     | 0      | DNF        | 12    |                  |
| –    | Joseph Siffert       | Lotus-Ford     | 55     | 0      | DNF        | 13    |                  |
| –    | John Surtees         | Honda          | 50     | 2      | DNF        | 09    |                  |
| –    | Piers Courage        | B.R.M.         | 50     | 0      | DNF        | 14    |                  |
| –    | Jochen Rindt         | Brabham-Repco  | 39     | 1      | DNF        | 02    |                  |
| –    | Jack Brabham         | Brabham-Repco  | 22     | 0      | DNF        | 04    |                  |
| –    | Bruce McLaren        | McLaren-Ford   | 19     | 0      | DNF        | 08    |                  |
| –    | Denis Hulme          | McLaren-Ford   | 10     | 0      | DNF        | 07    |                  |
| –    | Lucien Bianchi       | Cooper-B.R.M.  | 9      | 0      | DNF        | 18    |                  |

## WM-Stände nach dem Rennen
Die ersten sechs des Rennens bekamen 9, 6, 4, 3, 2, 1 Punkte. Die besten fünf Ergebnisse der ersten sechs und der zweiten sechs Rennen zählten zur Meisterschaft. In der Konstrukteurswertung zählten dabei nur die Punkte des bestplatzierten Fahrers eines Teams.

### Fahrerwertung
| Pos. | Fahrer                | Konstrukteur  | Punkte |
| ---- | --------------------- | ------------- | ------ |
| 01   | Graham Hill           | Lotus-Ford    | 24     |
| 02   | Jackie Stewart        | Matra-Ford    | 12     |
| 03   | Pedro Rodríguez       | B.R.M.        | 10     |
| 04   | Denis Hulme           | McLaren-Ford  | 10     |
| 05   | Bruce McLaren         | McLaren-Ford  | 9      |
| 06   | Jean-Pierre Beltoise  | Matra         | 9      |
| 07   | Jim Clark †           | Lotus-Ford    | 9      |
| 08   | Jacky Ickx            | Ferrari       | 7      |
| 09   | Richard Attwood       | B.R.M.        | 6      |
| 10   | Ludovico Scarfiotti † | Cooper-B.R.M. | 6      |
| 11   | Lucien Bianchi        | Cooper-B.R.M. | 5      |
| 12   | Jochen Rindt          | Brabham-Repco | 4      |
| 13   | Brian Redman          | Cooper-B.R.M. | 4      |
| 14   | Chris Amon            | Ferrari       | 4      |
| 15   | Jackie Oliver         | Lotus-Ford    | 2      |

| Pos. | Fahrer              | Konstrukteur                     | Punkte |
| ---- | ------------------- | -------------------------------- | ------ |
| 16   | Silvio Moser        | Brabham-Repco                    | 2      |
| 17   | Joseph Siffert      | Lotus-Ford / Cooper-Maserati     | 0      |
| 18   | John Surtees        | Honda                            | 0      |
| 19   | Joakim Bonnier      | McLaren-B.R.M. / Cooper-Maserati | 0      |
| 20   | John Love           | Brabham-Repco                    | 0      |
| –    | Jackie Pretorius    | Brabham-Climax                   | 0      |
| –    | Dan Gurney          | Eagle-Weslake / Brabham-Repco    | 0      |
| –    | Sam Tingle          | LDS-Repco                        | 0      |
| –    | Basil van Rooyen    | Cooper-Climax                    | 0      |
| –    | Jack Brabham        | Brabham-Repco                    | 0      |
| –    | Andrea de Adamich   | Ferrari                          | 0      |
| –    | Mike Spence †       | B.R.M.                           | 0      |
| –    | Dave Charlton       | Brabham-Repco                    | 0      |
| –    | Piers Courage       | B.R.M.                           | 0      |
| –    | Johnny Servoz-Gavin | Matra-Ford                       | 0      |

### Konstrukteurswertung
| Pos. | Konstrukteur  | Punkte |
| ---- | ------------- | ------ |
| 01   | Lotus-Ford    | 29     |
| 02   | McLaren-Ford  | 17     |
| 03   | B.R.M.        | 16     |
| 04   | Matra-Ford    | 15     |
| 05   | Ferrari       | 10     |
| 06   | Cooper-B.R.M. | 9      |
| 07   | Matra         | 6      |

| Pos. | Konstrukteur    | Punkte |
| ---- | --------------- | ------ |
| 08   | Brabham-Repco   | 6      |
| 09   | McLaren-B.R.M.  | 2      |
| 10   | Cooper-Maserati | 0      |
| 11   | Honda           | 0      |
| –    | Brabham-Climax  | 0      |
| –    | Eagle-Weslake   | 0      |
| –    | LDS-Repco       | 0      |